# Guyhoytina
Guyhoytina es un género de foraminífero bentónico considerado un sinónimo posterior de Heronallenia de la familia Heronalleniidae, de la superfamilia Glabratelloidea, del suborden Rotaliina y del orden Rotaliida. Su especie tipo era Guyhoytina helenae. Su rango cronoestratigráfico abarcaba el Holoceno.

## Clasificación
Guyhoytina incluía a la siguiente especie:
- Guyhoytina helenae